# Panty Party
『Panty Party』（パンティパーティー）は、台湾のインディーゲームスタジオAnimu Gameが開発したサードパーソン・シューティングゲーム、対戦アクションゲーム。

## 概要
パンツ（パンティ）を操作キャラクターとして敵のパンツたちと対戦するコメディ作品。人間を洗脳しパンツしか愛せなくしようとするパンツのパンジの陰謀を阻止するべく、とあるきっかけからパンツに変身する能力を得た主人公の女子高生・夢理花（ゆりか）が「愛の戦士」として仲間たちとともに戦いを繰り広げる。なお、レーティングでは「セクシャル」の評定を受けているが、公式サイト等には「このゲームにエッチなコンテンツはありません！」と記されている。
Animu Gameは2016年11月14日、Steamのユーザーがゲームの出来を査定するシステム「Steam Greenlight」に本作を登録した。当初のタイトルは『PAN PAN』だったが、2017年1月24日にMicrosoft Windows版を発売するにあたり『Panty Party』に変更された。
2019年4月25日発売のNintendo Switch版はオフライン対戦モードが追加され、テーマ曲『パンティパーティー』も収録されている。また、2020年2月6日配信のアップデートによりオンライン対戦モードと本体を持ち寄ったローカル通信での対戦機能が追加され、同年11月19日には新規キャラクターが追加される有料DLC「どきどきパンツセットA」「どきどきパンツセットB」およびこれらを収録したパッケージ版『Panty Party完全体』（パンティパーティーかんぜんたい）が発売された。なお、eastasiasoftが以前にアジア向けに発売したパッケージ版はDLCに対応していない。

## システム
操作するパンツは基本的に17種類があり、それぞれ能力が異なる。ストーリーモードでは、各ステージにおいて特定の条件を満たしてクリアすることで新たなパンツが選択可能となる。また、Nintendo Switch版では、対戦モード用に新規のパンツ2種類が追加されているほか、前述のように2種類のDLCの購入によりそれぞれ4種類のパンツが追加される。
各パンツは3種類の基本攻撃を持っている。3つのうち2つは使用時に専用ゲージが減少し、これが尽きると一定時間使用できなくなる。ゲージは攻撃していない時に自然回復する。また、敵に攻撃をあてると増加する「情熱」ゲージが満たされた時に特別な能力を任意のタイミングで発動でき、一定時間効果を発揮し続ける。この能力により、攻撃力・移動速度の上昇や一部の基本攻撃の変化など、パンツごとの効果が加わる。

## ゲームモード
ストーリー
物語に沿って全20ステージをプレイしていくモード。
アーケード
5連続で対戦を行うモード。対戦ルートは分岐しており、プレイヤーが任意で選択する。5戦を終えると、ゴール地点ごとの特別なエピソードを閲覧できる。
対戦
最大4人でオフライン対戦を行うモード。Nintendo Switch版のみ。テレビ画面を4分割表示して行う対戦のほか、前述のように本体を持ち寄ったローカル通信対戦も可能。
オンライン
最大4人でオンライン対戦を行うモード。Nintendo Switch版のみ。レートの上下を賭けて不特定の相手と対戦する「ランク戦」と、専用部屋を作り個人戦または2対2のチーム戦を行う「専用部屋」の2種類がある。

## 登場キャラクター

### ストーリーモードのキャラクター
夢理花（ゆりか）
声 - 吉祥はる
ピンク色の学生服を着た女子高生。本作の主人公。
登校途中に後述のパンツのバカパンと出会ったことを機に何故かパンツに変身できる「愛の戦士」となり、パンジたちとの戦いに身を投じることになる。
本人はパンツに対するこだわりを持っていないが、そのことについて他の仲間からは全てのパンツを平等に愛していると解釈され尊敬の念を集める。
バカパン
声 - 羽根木りる
前面に小さなリボンがついたパンツ。
パンジの一味に追われる中で夢理花と出会い、パンジ打倒のために夢理花を導く。
春佳（はるか）
声 - 吉祥はる
背中にクマのぬいぐるみを背負った女子高生。「愛の戦士」の一人。
クマのアップリケがついたくまちゃんパンツを溺愛しており、物語の途中では、くまちゃんパンツへの愛を鍛えるためとして一時的に修行に出る。
クールクマ
声 - 片桐良一
前面にサングラスのようなものがついたクマ風のパンツ。背面にはクマのアップリケがついている。
春佳を敬愛し、パンジの打倒を目指している。幼い容姿が好きなようで、夢理花に対して「期限切れ」と言い放ち怒りを買う。
凛（りん）
声 - kokko
木刀を携え袴のような吊りスカートを穿いた女子高生。「愛の戦士」の一人。
パンジの秘密基地に囚われた後述の師匠を救い出すため戦いに臨む。パンツ愛が非常に強く、夢理花をたびたび困惑させる。
師匠（ししょう）
声 - 片桐良一
背面に翼がついているパンツ。凛に対し、パンツに関する教え「パンツ道」の精神を伝えている。
秘密基地で囚われている間にパンジによって改造され、前面に白鳥の頭部のようなものをつけられてしまう。
縞パンツ（しまパンツ）
声 - 引地秀介（Windows版） / 今井文也（Nintendo Switch版）
水色の横縞が入っているパンツ。パンジの部下。
夢理花たちの前にたびたび現れ対戦する。
メテオパンツ
声 - 引地秀介
黒い色をしたシンプルなデザインのパンツ。パンジの部下。
パンジの秘密基地付近で夢理花たちと戦う。
パンジ
声 - 吉祥はる
コートを着用し人間の姿に変身したパンツ。当初は「ボンジ」の名前で夢理花たちの前に現れ、協力する素振りを見せつつ罠にはめる。
本来の姿は周りに触手のような帯が伸びたパンツ「テンタクル」で、その不気味さから不人気となったことで心を閉ざし、自分にパンツ愛を向けるために人間たちの洗脳を思い立つ。

### どきどきパンツセットAの追加キャラクター
併記された名前は、左がパンツ時、右が人間時のもの。
ギンガムチェック / アイラ・ゲイル
声 - 星谷美緒
ギンガムチェックのワンピースを着た少女。
快活な性格だが、時折自意識過剰な一面ものぞかせる。キャンディケインのような武器を用いて攻撃する。
スケパン / 早川咲
声 - 田澤茉純
スケバン風の身なりをした女性。
口調もスケバンのような荒々しいもので、格闘系の技や鎖を用いた攻撃を行う。
革パンツ / 佐渡島レーザ
声 - 河村梨恵
ボンデージドレス風の衣装を身につけた女性。
サディスティックな言葉を叫びながら鞭やろうそくで攻撃する。
魔女パンツ / 魔女
声 - 桜木つぐみ
異世界からやってきた魔女。Animu Game開発のゲームソフト『Forward to the Sky』からのゲストキャラクター。
穏やかな性格と怨念のこもった性格の二面性を持つ。クリスタルの力で攻撃する。

### どきどきパンツセットBの追加キャラクター
併記された名前は、左がパンツ時、右が人間時のもの。
迷彩パンツ / 加茂亜美
声 - 丸山美紀
迷彩服で身を包んだ女性。
軍人口調で話し、マシンガンや地雷、手榴弾で攻撃する。
くノ一 / 風摩あやめ
声 - 佳穂成美
くノ一の装束を纏った少女。
ござる口調を用い、手裏剣や忍法を駆使して戦う。
サキュパン / エイシェット・ゼニウム
声 - 慶長佑香
妖艶な姿のサキュバス。
色気のある言葉を口にしながら、ハートの形をモチーフにした攻撃などを行う。
姫パンツ / プリンセス
声 - 宮崎珠子
異世界からやってきたプリンセス。Animu Game開発のゲームソフト『Forward to the Sky』からのゲストキャラクター。
お転婆な性格で、大剣を振り回して攻撃する。

## テーマ曲
パンティパーティー
作詞：西貝翼、作曲・編曲：吉岡竜太、歌：甘束まお
2019年1月4日より各種音楽配信サイトでの販売が開始された。
なお、歌を歌う甘束まおは、Nintendo Switch版の隠しキャラクターの声も担当している。

## コラボレーション
ぎゃる☆がん りたーんず
ゲームイベント等で『Panty Party完全体』と『ぎゃる☆がん りたーんず』の両作品のイラストを印刷したポストカードの配布が行われたほか、『Panty Party完全体』発売元の賈船のTwitter上にて、『Panty Party完全体』姫パンツ役の宮崎珠子と『ぎゃる☆がん りたーんず』野々宮かなめ役の三宅晴佳の2人のサインを入れたPanty Partyオリジナルパンツ、および同じく2人のサインを入れた前述のポストカードのプレゼントキャンペーンが行われた。